# Roy van den Berg
Roy van den Berg, född 8 september 1988, är en nederländsk tävlingscyklist som tävlar i bancykling. 

## Karriär
Vid olympiska sommarspelen 2020 i Tokyo var van den Berg en del av Nederländernas lag tillsammans med Jeffrey Hoogland och Harrie Lavreysen som tog guld och noterade ett nytt olympiskt rekord i lagsprint.
I januari 2024 vid EM i Apeldoorn var van den Berg en del av Nederländernas lag tillsammans med Jeffrey Hoogland, Harrie Lavreysen och Tijmen van Loon som tog guld i lagsprint. Vid OS 2024 ingick han i det nederländska laget som tog guld i lagsprinten.